# Witalina Kowal
Witalina Kowal (ukr. Віталіна Коваль; ur. 1990 w Użhorodzie) – ukraińska działaczka na rzecz praw człowieka, aktywistka walcząca o prawa kobiet oraz społeczności LGBT.    

## Życiorys
Organizowała spotkania i wydarzenia społeczne dla osób LGBTI, które początkowo odbywały się w tajemnicy. Następnie założyła w Użhorodzie centrum społecznościowe dla osób LGBTI, oferujące wsparcie rówieśnicze.
Angażuje się w kampanie na rzecz ochrony mniejszości przed przestępstwami z nienawiści. W 2017 i 2018 organizowała manifestacje z okazji Międzynarodowego Dnia Kobiet. Podczas wydarzenia w 2018 została zaatakowana przez radykalną grupę Karpacka Sicz – oblanie farbą spowodowało u niej uraz oka. Zgłosiła atak na policję, a dwie osoby zostały postawione w stan oskarżenia. W 2018 przypadek Koval został uwzględniony w kampanii Write for Rights organizowanej przez Amnesty International.
Koval oraz członkowie jej grupy byli wielokrotnie zastraszani przez ugrupowania skrajnie prawicowe.

### Działalność międzynarodowa
W 2018 czestniczyła w Human Rights Summit w Paryżu. W sierpniu 2019 wzięła udział w spotkaniu unijnych ministrów spraw zagranicznych Gymnich w Helsinkach, gdzie spotkała się z wysoką przedstawicielką UE ds. polityki zagranicznej, Federicą Mogherini.